# Perophora longicaulis
Perophora longicaulis is een zakpijpensoort uit de familie van de Perophoridae. De wetenschappelijke naam van de soort is voor het eerst geldig gepubliceerd in 2003 door Kott.